# Joaquim Esteves Lourenço
Joaquim Esteves Lourenço (Altares, Açores, 22 de Junho de 1908 — Artesia, Califórnia, 12 de Novembro de 1993) foi um sacerdote católico, intelectual e poeta açoriano. Teve um papel notável na estruturação religiosa das comunidades açorianas emigradas na América do Norte, tendo paroquiado em Rhode Island, Toronto e na Califórnia. Foi um dos fundadores do Instituto Histórico da Ilha Terceira.

## Biografia
Joaquim Esteves Lourenço nasceu no seio de uma família de pequenos agricultores da freguesia dos Altares, na costa norte da ilha Terceira, filho de João Coelho Esteves Lourenço e de sua esposa Maria Rosa do Álamo. Depois de ter realizado os estudos elementares na sua freguesia natal, em 1923, com 14 anos de idade, ingressou no Seminário Episcopal de Angra onde fez os seus estudos gerais e teológicos, sendo ordenado presbítero a 19 de Fevereiro de 1933. Celebrou «missa nova» a 20 de Abril de 1933 na igreja paroquial de São Roque dos Altares, em cerimónia que teve a participação de numerosos sacerdotes, do bispo diocesano, D. Guilherme Augusto da Cunha Guimarães, do pároco dos Altares Inocêncio Enes e do vice-reitor do Seminário e futuro bispo Manuel de Medeiros Guerreiro.
Ainda seminarista foi um dos editores, com relevante colaboração literária, da revista Preludios, órgão do «Ateneu Dramático-Literário», na realidade uma publicação dos estudantes do Seminário Episcopal de Angra «destinada a lhes incutir no ânimo o gosto das Belas Letras». Também foi colaborador assíduo do jornal A União, então órgão da Diocese de Angra.
Iniciou as suas funções sacerdotais como vigário cooperador da paróquia de São Bartolomeu dos Regatos, na ilha Terceira, funções que desempenhou entre 1933 e 1934. Neste último ano foi nomeado pároco da Matriz da Vila de São Sebastião, também na Terceira, cargo que exerceu até finais de 1951. Durante os 17 anos em que foi pároco da Vila de São Sebastião destacou-se pela iniciativa que levaria à realização de várias obras que marcaram a vida religiosa, cultural e social daquela antiga sede de concelho, nomeadamente o restauro da Igreja Matriz da Vila de São Sebastião, com a descoberta dos seus frescos murais, a construção do Cemitério do Bom Fim, o embelezamento da Praça da Vila, construção da barragem de retenção das águas para accionar os sete moinhos do Arrabalde e a reabilitação de arruamentos que ao tempo eram quase intransitáveis. Entre estas obras merece particular destaque o restauro da Matriz, com a recuperação da sua fachada tardo-gótica e dos frescos, para além dos esforços que levaram à classificação daquele templo como imóvel de interesse público pelo Decreto n.º 38147, de 5 de Janeiro de 1951. Também dedicou especial atenção à preservação do património histórico da Vila, em especial à Ermida da Senhora da Graça, de grande valor simbólico, à qual dedicou um soneto e dois brilhantes artigos em 1943.
Em 1942 foi um dos sócios fundadores do Instituto Histórico da Ilha Terceira, reforçando por essa via a sua ligação aos meios políticos e intelectuais da Terceira. Considerado figura benquista do salazarismo e bem relacionado, conseguiu apoios para os seus projectos, nomeadamente da Câmara Municipal de Angra do Heroísmo, que construiu o novo cemitério, e da Junta Geral do Distrito Autónomo de Angra do Heroísmo que apoiou o restauro da Matriz e patrocinou, junto da Direcção-Geral dos Monumentos Nacionais, a sua classificação e restauro. O pendor de Joaquim Esteves Lourenço para os estudos históricos e para a intervenção social granjearam-lhe um assinalável prestígio.
Quando, no contexto da Segunda Guerra Mundial em 1943 foram sediadas duas companhias do Corpo Expedicionário Exército Português na Vila de São Sebastião, procurou integrar os militares no meio local, criando um coro em que estes participavam, que com os seus cânticos foi uma forma de ocupar o espírito em tempos difíceis. A imprensa coeva refere-se à invulgar festa do padroeiro da Vila, São Sebastião, um santo-soldado, que nesses anos atingiram um inédito esplendor artístico. 
No início de 1952 emigrou para os Estados Unidos, alegando problemas de saúde, tendo permanecido durante 7 anos em tratamentos médicos em Massachusetts. Refeito, em 1958 foi nomeado coadjutor da paróquia portuguesa de Bristol, Rhode Island, transferindo-se em 1959 para a St. Mary's Catholic Church de Toronto, Canadá. Em 1967 fixou-se na Califórnia, onde tinha familiares próximos, servindo como pároco nas igrejas católicas portuguesas de Sacramento, San José (Cinco Chagas), Laton e Turlock. Nos anos finais da sua vida paroquiou na Holy Family Catholic Church, de Artesia, Califórnia, onde faleceu aos 85 anos de idade, a 12 de Novembro de 1993. 
Joaquim Esteves foi poeta de mérito, embora não tenha publicado qualquer livro, estando a sua obra dispersa por revistas e jornais. Usou dois pseudónimos, Júlio Serrano e Joaquim da Ribeira, este último, uma alusão à casa paterna, situada na Ribeira de São Roque, na freguesia dos Altares. A sua poesia é de acentuado lirismo e inspiração religiosa. Está representado na Antologia Poética dos Açores publicada em 1984 por Rui Galvão de Carvalho.